# Boscastle
Boscastle är en ort i Storbritannien.   Den ligger i grevskapet Cornwall och riksdelen England, i den södra delen av landet, 300 km väster om huvudstaden London. Boscastle ligger 88 meter över havet och antalet invånare är 888.
Terrängen runt Boscastle är platt åt sydost. Havet är nära Boscastle åt nordväst. Runt Boscastle är det ganska tätbefolkat, med 70 invånare per kvadratkilometer. Närmaste större samhälle är Altarnun, 15,5 km sydost om Boscastle. Trakten runt Boscastle består i huvudsak av gräsmarker.